# Neostrotia
Neostrotia is een geslacht van vlinders van de familie uilen (Noctuidae), uit de onderfamilie Hadeninae.

## Soorten
- N. albescens Schaus, 1914
- N. linda Jones, 1914
- N. malonia Schaus, 1898
- N. mediopallens Hampson, 1911
- N. nigripalpi Schaus, 1904
- N. ornata Jones, 1914